# 秦昊
秦 昊（チン・ハオ、1978年5月19日 - ）は、中国の俳優。

## 経歴
1979年、遼寧省瀋陽市に生まれる。2000年、中央戯劇学院を卒業する。
2009年、『スプリング・フィーバー』に出演する。日中合作の映画『東京に来たばかり』では倍賞千恵子と共演する。
2015年3月21日、10歳年上の台湾の女優伊能静とタイのプーケット島で挙式した。

## フィルモグラフィー

### 映画
- シャンハイ・ドリームズ（2005年）
- 父子（2006年）
- スプリング・フィーバー（2009年）
- 重慶ブルース（2010年）
- 二重生活（2012年）
- 東京に来たばかり（2012年）
- ブラインド・マッサージ（2014年）
- 長江 愛の詩（2016年）
- 上海キング（中国語版）（2017年） ※2017東京／沖縄・中国映画週間で上映
- 空海-KU-KAI- 美しき王妃の謎（2017年）
- ナミヤ雑貨店の奇蹟 再生（2017年）
- チィファの手紙（2018年）
- シャドウプレイ（2018年）
- 夢の裏側 ドキュメンタリー・オン・シャドウプレイ（2019年）

### テレビドラマ
- Burning Ice〈バーニング・アイス〉 -無証之罪-（2017年）
- 驪妃-The Song of Glory-（2019年）
- バッド・キッズ 隠秘之罪（2020年）
- ロング・シーズン 長く遠い殺人（2023年）